# Prous Boneta
Prous Boneta (Nimes, c.1296- Carcasona, 1328) fue una beguina quemada en la hoguera al ser acusada de herejía.

## Trayectoria
Nacida en Saint Michele de la Cadière, cerca de Nimes, siendo muy pequeña se trasladó con su familia a Montpellier, donde tuvo las primeras revelaciones divinas e hizo voto de virginidad. Allí entró en contacto con el movimiento de las beguinas y entró a vivir en una de sus comunidades, donde pronto alcanzó posiciones de liderazgo y ayudó a los compañeros que eran perseguidos por la iglesia.
Afirmó en su confesión que en 1321 tuvo una visión donde Jesús le mostró su coro resplandeciente de rayos, la primera de una serie de apariciones que la llevaron a ser admirada dentro de su comunidad. En una visión, Jesús le dijo que, como Juan Bautista, ella era una enviada para proclamar el Espíritu Santo, a pesar de sus protestas de ser una pecadora. Atacó verbalmente al Papa, a quien comparó con quienes promovieron la crucifixión de Cristo y el mismo Lucifer por perseguir  a Pierre Déjean y sus discípulos (uno de los maestros de Boneta). 
También afirmaba que el entonces papa Juan XXII era un anticristo y que bajo su mandato ningún alma podría ser salvada. Su propia condena era la redención del Espíritu Santo  necesaria para conseguir la salvación de la humanidad puesto que ella había sido elegida para ser la representante de la Trinidad y la dadora del Espíritu Santo a la humanidad pecadora.
Negó el poder de quitar el pecado con los sacramentos administrados por curas que se hubieran alejado de las enseñanzas evangélicas, mensaje del cual ella misma se consideraba portadora. Por el contrario, afirmó que la salvación vendría del arrepentimiento sincero del corazón, incluso sin pronunciar públicamente la petición de perdón.
El 1325 fue arrestada y trasladada a Carcasona, donde declaró voluntariamente ante el Tribunal de la Inquisición, un documento conservado que es la principal fuente para conocer su biografía. Tres años después fue condenada a muerte en la hoguera. Las beguinas eran asimiladas a los fraticelli, ya declarados herejes. La ejecución tuvo lugar en Carcasona para evitar una revuelta popular entre sus seguidores en Montpellier y los propios miembros del tribunal reconocieron su influencia en el movimiento al nombrarla heresiarca o pionera de una herejía.